# Hyper Articles en Ligne

Logo since 2021

Old Logo (2014-2021)

Hyper articles en ligne (HAL), är ett öppet elektroniskt arkiv, där författare ka deponera sina akademiska dokument. HAL administreras av Centre pour la communication scientifique directe (CCSD), ett franskt datorcentrum, under det nationella franska vetenskapsrådet CNRS. 
Alla dokument i HAL uppladas av originalförfattare, eller av en auktoriserad person.
HAL är ett verktyg för direkt vetenskaplig kommunikation mellan akademiker. Text som finns i HAL ska beskriva forskning enligt internationell vetenskaplig standard.
HAL är ett open access-arkiv, och använder databasformattet Open Archive Initiative (OAI-PMH).

## HAL-portaler
- hprints.org: Det nordiska e-printarkivet för humanistisk forskning
- Portalen från Pasteurinstituttet
- Den franska portalen för samhällsvetenskap och humaniora HAL-SHS